# Helpsen

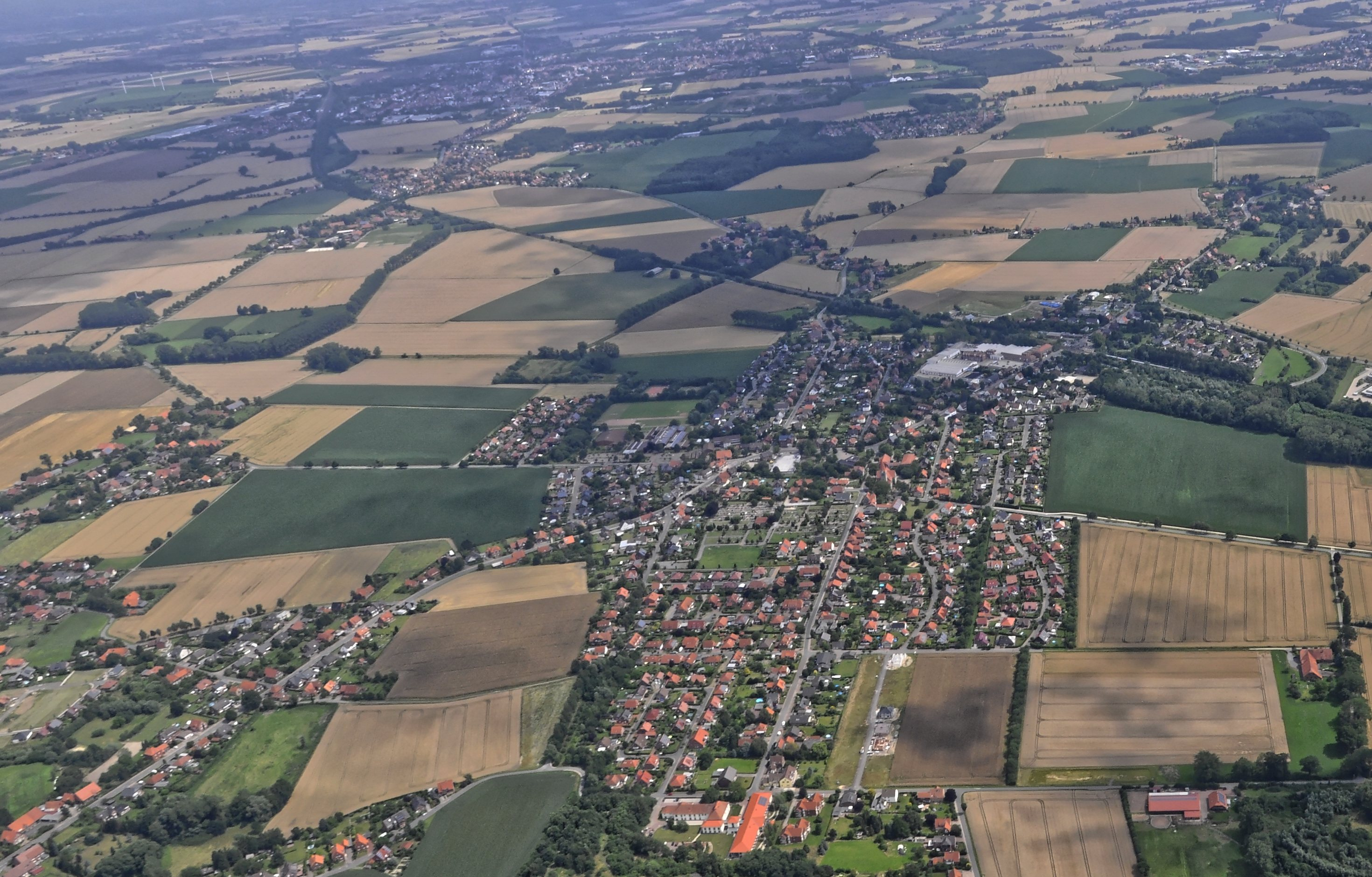
Helpsen von oben

Helpsen ist eine Gemeinde im Landkreis Schaumburg in Niedersachsen und als Ort der Samtgemeinde Nienstädt auch deren Verwaltungssitz.

## Geografie

### Geografische Lage
Die Gemarkungen der Gemeinde Helpsen liegen westlich von der Kreisstadt Stadthagen zwischen dem Bückeberg und dem Schaumburger Wald in einer offenen Landschaft. Zu den Städten Stadthagen, Obernkirchen und Bückeburg beträgt die Entfernung jeweils etwa 7 Kilometer.

### Gliederung
Die Gemeinde Helpsen besteht aus den Ortschaften Helpsen, Kirchhorsten und Südhorsten. Der Schwerpunkt der Ansiedlung befindet sich am Bergkrug.

### Nachbargemeinden
Beginnend im Nordosten im Uhrzeigersinn grenzen an Helpsen:
die Kreisstadt Stadthagen, die Gemeinde Nienstädt, die Stadt Obernkirchen sowie die Gemeinden Seggebruch und Hespe.
Die Gemeinden Helpsen, Hespe und Seggebruch bilden zusammen die „Bergkruggemeinden“.

## Geschichte

### Helpsen
Der Ort wird erstmals 1208 als Helpersen erwähnt. In einer Urkunde übertrug Bischof Heinrich von Minden den Zehnten von sieben Hufen an das Kloster Obernkirchen. Die Grundherrschaft lag bei den Grafen von Holstein-Schaumburg. Bei der Teilung der Grafschaft Schaumburg 1647/1648 kam Helpsen (wie auch Kirch- und Südhorsten) zum lippischen Teil und damit an das Haus zu Schaumburg-Lippe. 1871 wird der Ort gemeinsam mit dem Rittergut als Landgemeinde bezeichnet. Von 1899 bis 1948 gehörte die Gemeinde zum Kreis Bückeburg, von 1948 bis 1977 zum Landkreis Schaumburg-Lippe. Am 1. März 1974 schlossen sich Helpsen, Hespe, Nienstädt und Seggebruch zur Samtgemeinde Nienstädt zusammen. Seit dem 1. August 1977 gehört die Gemeinde zum Landkreis Schaumburg.

### Kirchhorsten
Kirchhorsten wird in einer unbestätigten Urkunde von 1165 erstmals als Hursten erwähnt. Der Bischof von Minden bestätigte die Schenkung von Grundbesitz des Edelherren Miribilis an die Mindener Kirche. Besitztümer hatten hier besonders das Kloster Obernkirchen, die Mindener Kirche und die Burgmannen der Schaumburg. Anfang des 13. Jahrhunderts wird der Ort auch als Kirchdorf benannt. Im Jahre 1847 erhielt Kirchhorsten einen Eisenbahnanschluss an die Strecke Hannover-Köln. 1925 wurde die Spar- und Darlehnskasse (heute Volksbank) gegründet.

### Südhorsten
Im Jahre 1281 wurde Südhorsten als Sudhorsten erstmals anlässlich einer Besitzübertragung an das Stift Obernkirchen urkundlich erwähnt. Insgesamt war das Stift hier stark begütert. Die Grund- und Zinsherrschaft hatten um 1627 die Grafen von Holstein-Schaumburg inne. Seit 1757 wurde der Kohleabbau als Erwerbsquelle genannt. 1871 wurde Südhorsten als Landgemeinde bezeichnet.

### Eingemeindungen
Am 1. März 1974 wurden die Gemeinden Kirchhorsten und Südhorsten eingegliedert.

## Religion
Die evangelischen Christen aller Ortsteile gehören zur Kirchengemeinde Seggebruch. Dort befindet sich an der Einmündung Schachtstraße/Bergkrug die evangelisch-lutherische Kirche.
Von 1955 bis 2010 befand sich in Helpsen die katholische Kirche Heilig Kreuz. Sie war zuletzt eine Filialkirche der Pfarrgemeinde St. Joseph in Stadthagen, zu der die katholischen Einwohner von Helpsen heute gehören. Am 20. November 2010 wurde die Kirche profaniert und 2011 abgerissen.

## Politik

### Gemeinderat
Der Rat der Gemeinde besteht aus elf Ratsfrauen und Ratsherren. Die Ratsmitglieder werden durch eine Kommunalwahl für jeweils fünf Jahre gewählt.
Bei der letzten Kommunalwahl 2021 ergab sich folgende Sitzverteilung:
- SPD – 5 Sitze
- WGSN – 4 Sitze
- Grüne – 2 Sitze

(Stand: Kommunalwahl am 19. September 2021)

### Bürgermeister / Verwaltung
Bürgermeister ist Martin Strozyk (WGSN). Zur Gemeindedirektorin hat der Rat die Oberamtsrätin Sandra Wiechmann bestellt. Das Gemeindebüro befindet sich in der Bahnhofstraße 29.

## Kultur und Sehenswürdigkeiten
- TV Bergkrug e. V. mit den Sparten Basketball, Tennis, Tischtennis, Volleyball, Turnen und Gesundheitssport
- TuS Südhorsten mit den Sparten Fußball und Tennis
- Schützenverein Südhorsten mit einer Schießsportanlage

Für den Sportbetrieb sind zwei Hallen, eine Tennisanlage sowie ein Sportpark vorhanden. Das Gebäude im Sportpark Südhorsten wird gleichzeitig als Dorfgemeinschaftshaus betrieben.

## Wirtschaft und Infrastruktur

### Unternehmen
- Größter Arbeitgeber ist die HAUTAU GmbH im Ortsteil Kirchhorsten. Sie ist im Bereich Beschlagtechnik und Automation rund um das Fenster führend und hat etwa 300 Mitarbeiter.
- Die Volksbank in Schaumburg unterhält ebenfalls in Kirchhorsten eine Hauptstelle. Die Sparkasse Schaumburg ist mit einer Filiale vertreten.
- Rund 30 Gewerbebetriebe vervollständigen das Angebot.

### Öffentliche Einrichtungen
- Für die öffentliche Sicherheit und Ordnung ist das Polizeikommissariat Bückeburg zuständig. Im Tagdienst ist eine Station in Obernkirchen mit einer Außenstelle in der Samtgemeindeverwaltung besetzt.
- Der Brandschutz und die allgemeine Hilfe wird durch die Freiwilligen Feuerwehren Helpsen, Kirchhorsten und Südhorsten sichergestellt.
- In Helpsen wird eine Dependance des Kreisaltenzentrums Schaumburg vorgehalten. Das Haus wird nach einem Hausgemeinschaftskonzept geführt.

### Bildung
Im Vorschulbereich wird gemeinsam mit der Gemeinde Seggebruch eine Kindertagesstätte, ein Hort und eine Krippe betrieben. Für die Grundschüler bestehen Unterrichtsmöglichkeiten in Nienstädt und einer Außenstelle in Seggebruch. Im Schulzentrum wird eine integrierte Gesamtschule vorgehalten. Hierzu gehören eine Schulsporthalle und eine Kreissporthalle. Andere weiterführende Schule befinden sich in Stadthagen und Bückeburg.

## Verkehr

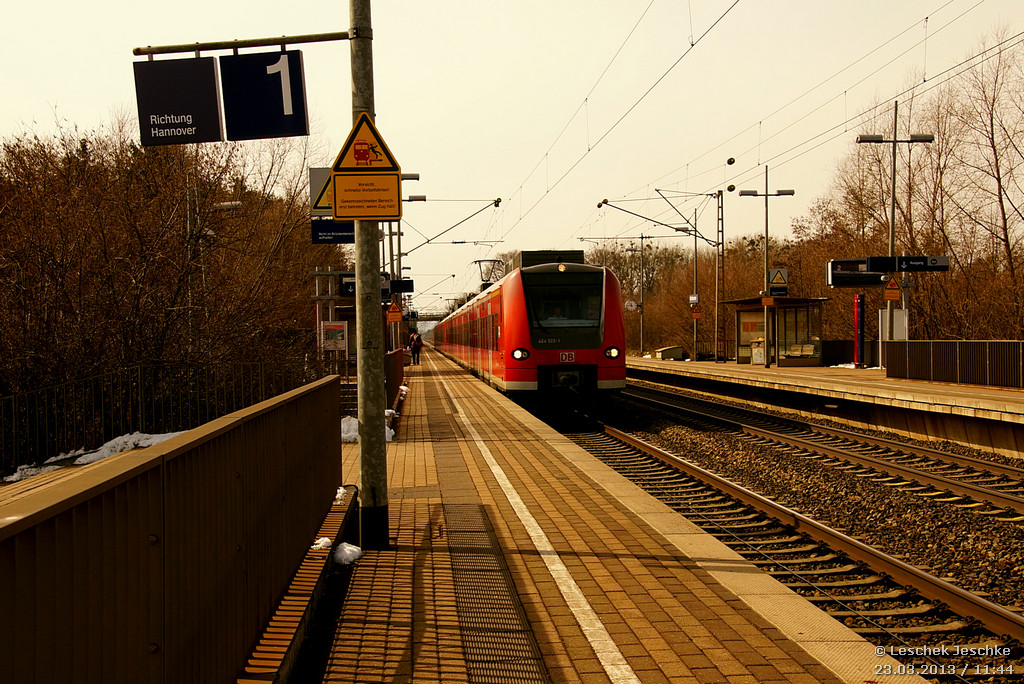
ET 424-026-3 in Kirchhorsten

### Straße
Östlich der Gemeinde verläuft die B 65. Über diese sind in kurzer Zeit die Anschlussstellen Bad Nenndorf und Bad Eilsen der BAB 2 zu erreichen.
Der ÖPNV wird im Ortsteil Helpsen über eine Linie der Firma Rottmann und Spannuth (RSO) abgewickelt. In den Ortsteilen Kirchhorsten und Südhorsten ist die SVG zuständig.

### Schiene
Der Bahnhof Kirchhorsten liegt an der Bahnstrecke Hannover–Minden. Dessen Empfangsgebäude stammt von 1847, Architekt war Julius Eugen Ruhl. Der Bahnhof wird von der S-Bahnlinie S1 Minden–Wunstorf–Hannover bedient. Die Züge fahren im Stundentakt. Am Morgen und nachmittags halten außerdem regionale Verstärkerzüge der Westfalenbahn.
| Linie | Verlauf | Takt                           | Betreiber         |
| ----- | --- | ------------------------------ | ----------------- |
| S 1   | Minden (Westf) – Bückeburg – Kirchhorsten – Stadthagen – Lindhorst (Schaumb-Lippe) – Haste (Han) – Wunstorf – Dedensen-Gümmer – Seelze – Letter – Hannover-Leinhausen – Hannover-Nordstadt – Hannover Hbf – Hannover Bismarckstraße – Hannover-Linden/Fischerhof – Hannover-Bornum – Empelde – Ronnenberg – Weetzen – Lemmie – Wennigsen (Deister) – Egestorf (Deister) – Kirchdorf (Deister) – Barsinghausen – Winninghausen – Bantorf – Bad Nenndorf – Haste (Han) Stand: Fahrplanwechsel Juni 2022 | 60 min                         | Transdev Hannover |
| RE 70 | Weser-Leine-Express: Minden (West) – Bückeburg – Kirchhorsten – Stadthagen – Lindhorst (Schaumb-Lippe) – Haste – Wunstorf – Hannover Hbf Stand: Fahrplanwechsel Dezember 2021 | einzelne Züge im Berufsverkehr | WestfalenBahn     |